# Coxa valga

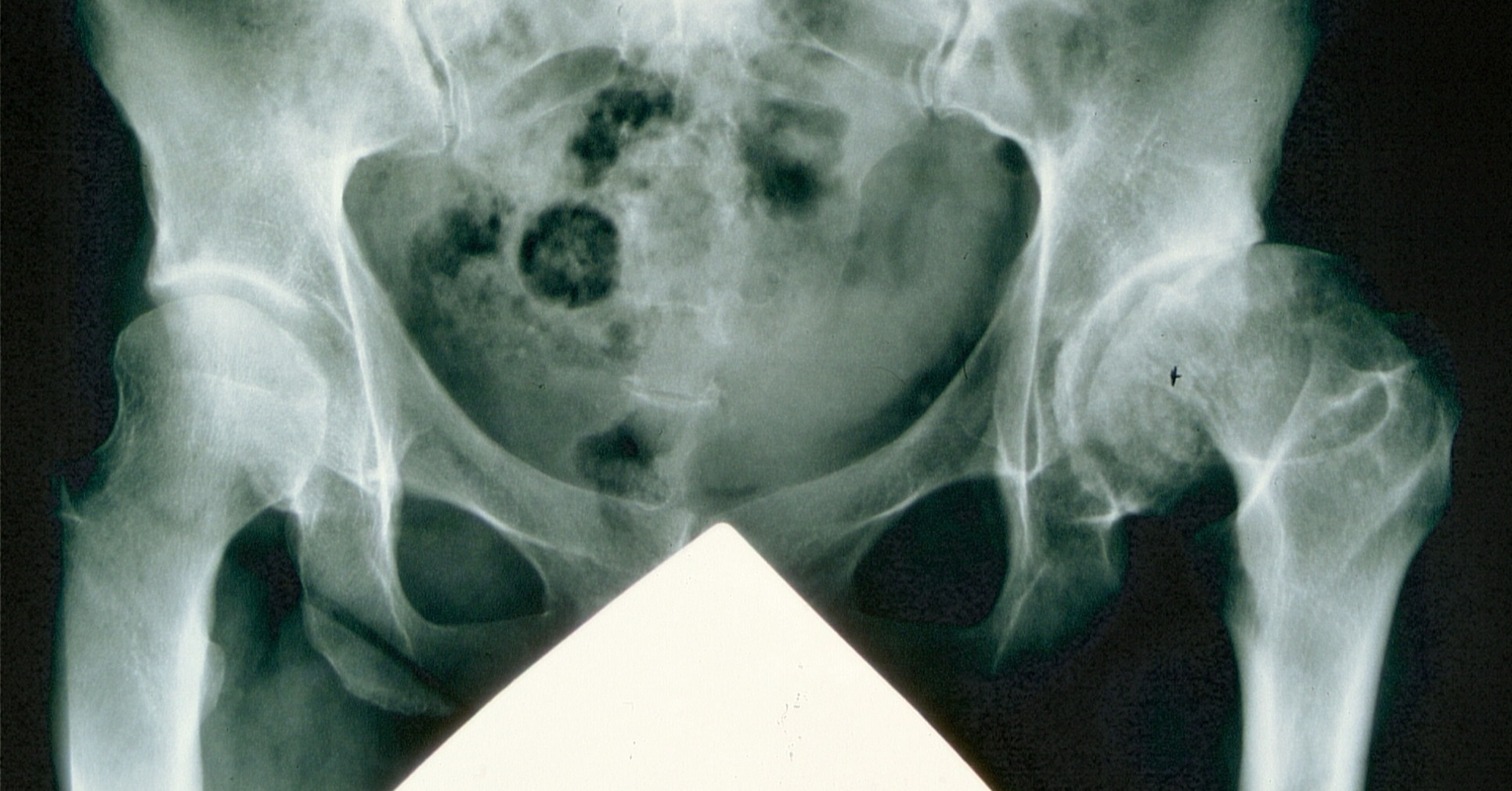
Coxa valga des rechten, alte Epiphysenlösung des linken Femurkopfs

Coxa valga bezeichnet den relativ steilen Stand des oberen Endes vom Oberschenkelknochen. Der Collum-Diaphysen-Winkel beträgt mehr als 140°. Sie ist das Gegenstück zur Coxa vara, bei der der CCD-Winkel bei Erwachsenen unter 126° liegt.

## Bedeutung
Die Deformität ist angeboren. Bei hinlänglicher Überdachung durch das Acetabulum ist die intertrochantere Varisierung sinnvoll. Oft ist das obere Femurende nach vorn verdreht, was in der Beckenübersicht eine übermäßige Valgität vortäuschen kann. Ein Coxa valga kann ein Genu varum bedingen.   
Unerkannt oder unbehandelt kann sie zur  dysplasiebedingten Hüftluxation bei Erwachsenen führen.